# Nippon Prologis REIT
Nippon Prologis REIT（東證1部：3283）是由安博（Prologis）分拆的房地產信託基金，主要持有日本的物流設施。
2013年2月14日，Nippon Prologis REIT在東京證券交易所上市，集資約10億美元。2013年5月，Nippon Prologis REIT宣佈以13億美元收購8項物流設施，其中六項是收購自安博日本基金1，而其餘兩項直接購自安博。

## 外部連結
- Nippon Prologis REIT